# Shimazu Tadashige
Shimazu Tadashige (Kagoshima, 20 de outubro de 1886 — 4 de abril de 1968) foi o trigésimo chefe do clã Shimazu, oficial da Marinha e contra-almirante da Marinha Imperial Japonesa.
Sendo filho de Shimazu Tadayoshi, sucedeu na linha de chefes do clã Shimazu, fundado no século XIII.

## Biografia
Shimazu foi criado em grande parte na residência Shimazu, em Tóquio, tendo se formado depois na prestigiada Academia Naval Imperial Japonesa em 1907 e tido um tempo de estudos na Inglaterra na década de 1920.
Shimazu voltou para escolas especializadas em armas e tornou-se um especialista em torpedo e artilharia naval. Como subtenente, ele serviu no navio de guerra Iwami. De 1911 a 1913, ele deixou o serviço ativo para assumir seu lugar na Câmara dos Pares, retornando em dezembro de 1914 ao navio de guerra Settsu, depois de concluir o treinamento avançado em artilharia. Como tenente, ele serviu a bordo do Tsukuba e Kawachi durante a Primeira Guerra Mundial, mas não viu nenhum combate.
Depois de se formar no Colégio de Guerra Naval do Japão, em dezembro de 1920, ele foi promovido a tenente-comandante, e após isso foi para a Inglaterra às suas próprias custas, de dezembro de 1921 a 1923. Ao retornar, foi nomeado e promovido para o Estado-Maior Imperial da Marinha Japonesa ao cargo de  comandante em dezembro de 1924. Shimazu foi então apontado como adido militar à Inglaterra de dezembro de 1928 a dezembro de 1930. Enquanto estava na Inglaterra, foi promovido a capitão.
Após seu retorno ao Japão, Shimazu serviu no Estado Maior da Marinha e foi promovido a contra-almirante em 15 de novembro de 1935. Ele se retirou do serviço ativo um mês depois, em 15 de dezembro de 1935. Após a aposentadoria, serviu como consultor para o Gakushuin.